# Georg Friedrich Wieber
Georg Friedrich Wieber (* 20. Februar 1869 in Unterkatz; † 8. April 1935 ebenda) war ein deutscher Kleinbauer, Politiker und Thüringer Landtagsabgeordneter der SPD.

## Leben
Georg Friedrich Wieber entstammte einer Bauernfamilie. Er lebte in Unterkatz, einem kleinen Dorf bei Wasungen.
Mit dem Mandat der SPD war Wieber von 1927 bis 1932 Mitglied des Thüringer Landtags.